# Koški
Koški (in russo Кошки?; in lingua ciuvascia: Кушакъел) è un villaggio dell'oblast' di Samara in Russia; è il centro amministrativo del distretto Koškinskij.
Si trova nella parte settentrionale della regione, sul fiume Kondurča.